# 種族滅絕式屠殺
种族灭绝式屠杀这一术语由利奥·库珀（1908-1994）提出，以描述那些具有种族灭绝性质的事件，但与卢旺达种族灭绝等种族灭绝事件相比，这些事件规模较小。其他人，如罗伯特·梅尔森，也做了类似的区分，他把灭绝种族的大屠杀归类为“部分种族灭绝”。
本·基尔南在他的《血与土》一书中指出，帝国势力为了控制其国内的少数民族，经常实施种族灭绝式屠杀。例如，他描述了历史上两个罗马军团的行动，这两个军团在公元68年被派往埃及，以平息犹太人在亚历山大城的暴乱，这些犹太人支持那些参加第一次犹太罗马战争的犹太人。罗马总督提比略·朱利叶斯·亚历山大命令这两个军团屠杀犹太区的居民，不分年龄或性别严格执行。大屠杀在大约5万人被杀后结束，因为当时亚历山大听到了一些尚未被杀的人的恳求，怜悯他们并下令停止杀戮。
基尔南提出，在他看来杀戮和种族灭绝一样，不一定要由国家组织发动。为了论证其观点，他列举了几个事件：
- 1577年，来自斯凯岛的一支突击队中的麦克劳德氏族（英语：Clan MacLeod）成员屠杀了艾格岛上几乎全部的居民，在第二年的报复性袭击中，麦克唐纳氏族（英语：Clan MacDonald）成员在特朗潘教堂烧死了一群麦克劳德信众，然后战争很快就爆发了。[4]
- 2002年2月27日，一列载着印度教朝圣者的火车（从阿约提亚返回）停靠在戈德拉火车站附近，火车上的乘客与站台上的小贩发生争执，导致车厢意外起火，造成59人死亡（9名男子，25名妇女，25名儿童）。第二天以及随后的两天，古吉拉特邦的骚乱造成790名穆斯林和254名印度教徒死亡。

基尔南指出，一些种族灭绝式屠杀是针对《防止及惩治灭绝种族罪公约》未包含的群体进行的——例如一个政党或社会阶层的成员——但这些都属于当地法律和国际条约规定的危害人类罪的范畴。然而，他确实承认，针对《防止及惩治灭绝种族罪公约》所列群体以外的其他群体的屠杀，以及实施者的意图并不是具体为了实施种族灭绝的屠杀，是一个灰色地带。
威廉·沙巴斯指出，种族灭绝式屠杀作为一种危害人类罪，是国际法规定的刑事犯罪，在武装冲突期间，根据战争法也是一种刑事犯罪。然而，他指出对个人行为的国际起诉不包括在《罗马规约》（使得国际法院得以成立）之中，因为危害人类罪必须是“广泛或系统性的”，而战争罪通常必须有一个高于个人罪行的门槛，“特别是作为计划或政策的一部分或作为大规模实施这种罪行的一部分而实施时”。
欧文·路易斯·霍洛维茨批评了库珀的观点。他依照库珀的说法使用“种族灭绝式屠杀”一词来描述印巴分治时期和北爱尔兰问题时期的社区间暴力。霍洛维茨指出，“在宗教竞争和冲突的背景下，把（这些）说成是种族灭绝式的，有可能淡化种族灭绝的概念，把它等同于国族、宗教或种族群体之间的任何冲突”。

## 定义
下面是一份关于种族灭绝式屠杀的学术定义清单，这个短语由利奥·库珀创造。
库珀认为，必须保留种族灭绝式屠杀的基本概念，在国际公认的定义已存在和《防止及惩治灭绝种族罪公约》可以为某些有效行动提供依据的情况下，创造全新的定义是无用的，......他认为，基本上所有的大规模杀戮都是种族灭绝，但同时可以加上“屠杀”一词来表达大规模屠杀更有限的范围。——珍妮弗·巴林特和以色列·查尼.
| 日期 | 作者        | 定义 |
| ---- | ----------- | --- |
| 1982 | 利奥·库珀   | 种族灭绝式屠杀，其特点是消灭一个群体的一部分——男人、女人和儿童，例如消灭整个村庄的情况。                                               |
| 1994 | 以色列·查尼 | 大规模杀戮是在种族灭绝的一般定义中所说的那样，但种族灭绝式屠杀中涉及的大规模杀戮的规模较小，也就是说，被杀的人的数量较少。             |
| 2007 | 本·基尔南   | 这第七类，在1948年的公约中没有具体说明，包括针对特定的地方或区域社区的较短、有限的杀戮事件，那些社区因是一个较大群体的成员而成为目标。 |